# Alnus formosana
Alnus formosana là một loài thực vật có hoa trong họ Betulaceae. Loài này được (Burkill) Makino mô tả khoa học đầu tiên năm 1912.